# Fig Tree
Fig Tree ist ein Ort auf der Insel Nevis, der dem Staat St. Kitts und Nevis angehört. Der Ort ist die Hauptstadt des Parishes Saint John Figtree.

## Lage
Fig Tree liegt im Südwesten der Insel Nevis. Östlich von Fig Tree liegen die Nevis Botanical Gardens.